# تيسون نام
تيسون نام (بالإنجليزية: Tyson Nam) هو فنان قتال مختلط أمريكي، ولد في 6 أكتوبر 1983 في Waimānalo, Hawaii ‏ في الولايات المتحدة.

## وصلات خارجية
- تيسون نام على موقع يو إف سي (الإنجليزية)
- تيسون نام على موقع شيردوغ (الإنجليزية)
- تيسون نام على موقع Tapology.com (الإنجليزية)
- تيسون نام على موقع IMDb (الإنجليزية)